# Pulari
Koordinati:   45°03′26″N, 13°39′53″E
Pulari je majhen nenaseljen otoček v Jadranskem morju. Pripada Hrvaški.
Otoček leži južno od mesta Rovinj pred zalivom Pulari (tudi-Polari), v katerem je apartmajsko naselje  Villas Rubin ter kamp Polari.  Površina otočka meri 0,019 km². Dolžina obalnega pasu je 0,52 km.